# ONS Sneek
ONS Sneek is een Nederlandse voetbalclub uit Sneek in de provincie Friesland. Het eerste mannenelftal van de club speelt in de Vierde divisie (seizoen 2025/26). In totaal heeft de vereniging vier mannenteams, een seniorenteams 45+ voor mannen, twee seniorenteams 35+ voor mannen, twee vrouwenteams, twee zaalteams en 21 jeugdteams in diverse leeftijdscategorieën.

## Historie
ONS staat voor Oranje Nassau Sneek. De club werd opgericht op 4 april 1932 en speelde in de beginjaren haar wedstrijden op Sportpark Leeuwarderweg. Sinds 1973 worden de wedstrijden gespeeld op het Zuidersportpark.
Het eerste mannenelftal van ONS werd in 2004 kampioen in de zaterdag Eerste klasse E en promoveerde daardoor naar de Hoofdklasse waarin het uitkwam in de Zaterdag Hoofdklasse C. In deze klasse werd na twee seizoenen het kampioenschap behaald. In 2009 degradeerde ONS naar de Eerste klasse; na een seizoen promoveerde de club weer. Omdat in het seizoen 2010/11 de Topklasse werd geïntroduceerd, betekende dit dat ONS op het een na hoogste amateurniveau bleef spelen.
De club had sinds 2008 een samenwerkingsverband met betaald voetbal organisatie SC Cambuur. Met ingang van het seizoen 2012/13 is dit samenwerkingsverband opgezegd en was er vier jaar lang een vierjarig samenwerkingsverband met sc Heerenveen.
Per 1 juli 2012 ging de club een naamskoppeling aan en komt het uit onder de naam ONS Boso Sneek. In het seizoen 2012/13 speelde ONS in de derde ronde van de KNVB Beker thuis tegen Ajax, er werd met 0-2 verloren. Voor het seizoen 2017/18 werd de Witte Lakenvelder de nieuwe hoofdsponsor en verdween Boso weer uit de clubnaam. Anno 2022 is Rooth Multiservice de hoofdsponsor.

## Competitieresultaten eerste mannenteam 1949–heden
| 4 4A |

| 1 4A |

| 1 4A |

| 3 4A |

| 6 4A |

| 1 4A |

| 3 |

| 9 |

| 7 |

| 3 |

| 5 |

| 4 |

| 1 |

| 1 |

| 5 2C |

| 6 2C |

| 6 2C |

| 11 2D |

| 3 3A |

| 1 3A |

| 3 2E |

| 10 2D |

| 9 2D |

| 9 2D |

| 11 2D |

| 5 3A |

| 3 3A |

| 3 3A |

| 3 3A |

| 2 3A |

| 1 2E |

| 13 1B |

| 4 2E |

| 8 2E |

| 8 2E |

| 12 2E |

| 5 3A |

| 1 3A |

| 12 2E |

| 4 3A |

| 4 3A |

| 7 3A |

| 4 3A |

| 7 3A |

| 1 3A |

| 2 2E |

| 4 2E |

| 2 2E |

| 2 1E |

| 3 1E |

| 1 1E |

| 10 C |

| 12 C |

| 2 1E |

| 2 1E |

| 1 1E |

| 9 C |

| 1 C |

| 4 C |

| 3 C |

| 13 C |

| 3 1E |

| 4 C |

| 4 C |

| 1 C |

| 10 |

| 12 |

| 10 |

| 13 |

| 14 |

| 13 |

| -- |

| -- B |

| 14 B |

| 2 1F |

| 1 1I |

| 6 D |

| D |

2003: de beslissingswedstrijd op 17 mei bij BCV om het klassekampioenschap in zaterdag 1E werd met 2-3 verloren van Oranje Nassau Groningen
| Derde DivisieTopklasse | Vierde DivisieHoofdklasse | Eerste klasse | Tweede klasse | Derde klasse | Vierde klasse |

In elke staaf van de grafiek staat van boven naar beneden vermeld: 
- Eindnotering

Dit is de positie die de club heeft bereikt in de competitie, zonder eventuele beslissings-, play-off- of nacompetitiewedstrijden die nodig zijn geweest om bijvoorbeeld de kampioen van de competitie te bepalen.
Indien een * achter het getal staat is de notering een tussenstand en kan het zijn dat de notering niet overeenkomt met de uiteindelijke eindstand van de competitie.
Staat er een - dan is het seizoen nog bezig en is er geen definitieve uitslag bekend.
Staat er xx op de positie van de notering, dan heeft de club vroegtijdig de competitie verlaten. Dit kan onder andere komen door terugtrekking van het team, faillissement van de club of door een uitgedeelde straf van de KNVB. In veel gevallen staat elders in het artikel de reden vermeld.
Staat er een ? dan is het resultaat uit het verleden onbekend, en is alleen de competitie of het niveau bekend van dat seizoen.
In de seizoenen 2019/20 en 2020/21 werd wegens de coronacrisis het amateurvoetbal afgebroken. Daardoor kennen deze staven geen eindklassering (middels -- weergegeven).
- Competitieniveau en afdelingsletter of Officiële eindstand Eredivisie
  - Competitieniveau en afdelingsletter

Hierbij geeft het getal het niveau weer, dat ook terug te vinden is in de legenda. De letter is de afdelingsaanduiding en wordt gebruikt wanneer er meer afdelingen zijn op hetzelfde niveau. De afdelingsletter is altijd een hoofdletter en wordt meestal zonder nummer gebruikt.
Voorbeeld: 2F is niveau 2e klasse competitie F.
Het competitieniveau en nummer wordt niet vermeld wanneer er slechts één competitie van dit niveau was.
  - Officiële eindstand Eredivisie (getal staat tussen haakjes vermeld)

Sinds de introductie van play-offwedstrijden voor Europees voetbal na afloop van de reguliere competitie in 2005/06, is de KNVB verplicht een eindstand van de Eredivisie door te geven aan de UEFA aan de hand van deze play-offwedstrijden.
Bij deze eindstand staan clubs die zich hebben gekwalificeerd voor Europees voetbal hoger dan clubs die zich niet wisten te kwalificeren. Indien er geen verschil was tussen de eindnotering en de officiële eindstand, staat dit getal niet vermeld.

- Onderafdeling

Hier staat afgekort de naam van de onderafdeling indien de club in dat jaar in een onderafdeling uitkwam. Tevens staat deze afkorting in de legenda en wordt gelinkt naar het artikel over deze onderafdeling. Deze afkorting wordt alleen vermeld wanneer de club in het verleden in verschillende onderafdelingen heeft gespeeld. Deze vermelding is in de staaf altijd in kleine letters. Deze onderafdelingen zijn na het seizoen 1995/96 afgeschaft. Heeft de club in slechts één onderafdeling gespeeld, dan is dit alleen terug te vinden in de legenda.
Onder de staaf staat het jaartal vermeld waarin het seizoen is afgesloten. 15 verwijst naar het seizoen 2014/15 of eventueel het seizoen 1914/15.
Wanneer een staaf leeg is, zijn deze gegevens niet bekend. Het kan ook zijn dat de club dat seizoen niet heeft meegespeeld op het hogere amateurniveau, vroegtijdig de competitie heeft verlaten of uit de competitie is gezet.

In het seizoen 1944/45 was er wegens de Tweede Wereldoorlog geen regulier competitievoetbal.

## ONS Sneek in de KNVB Beker
Dit schema laat de resultaten zien van ONS tegen profclubs in de KNVB Beker.
| Seizoen | Ronde    | Wedstrijd           | Uitslag        |
| ------- | -------- | ------------------- | -------------- |
| 2007/08 | 2e ronde | ONS - FC Zwolle     | 2-2 (3-4 n.s.) |
| 2012/13 | 2e ronde | ONS - SBV Excelsior | 1-1 (5-4 n.s.) |
| 2012/13 | 3e ronde | ONS - AFC Ajax      | 0-2            |
| 2014/15 | 2e ronde | ONS - FC Dordrecht  | 0-3            |
| 2015/16 | 2e ronde | ONS - FC Utrecht    | 0-2            |
| 2017/18 | 1e ronde | ONS - FC Twente     | 1-3            |

## Bekende (oud-)spelers
- Tony Alberda
- Martijn Barto
- Ale de Boer
- Jan de Boer
- Barry Ditewig
- Sandor van der Heide
- Kerst Hofman
- Nick Kuipers
- Harmen Kuperus
- Henny Meijer
- Martijn Roosenburg
- Bob Schepers
- Ale Geert de Vries
- Mark de Vries
- Chris de Wagt
- Angelo Zimmerman